# Liam O’Brien
Liam Christopher O’Brien (Belleville, New Jersey, 1976. március 28. –) amerikai szinkronszínész. Híresebb szerepei Gára a Naruto-ból, War a Darksiders videójátékból, Ukitake Dzsusiro kapitány a Bleach-ből, és Vincent Law az Ergo Proxy-ból. Felesége a szintén szinkronszínész Amy Kincaid.
Az Amerikai Anime Awards jelölte a Legjobb Szinkronszínész egy Anime Komédiában díjra a Comic Party-ban, DNA Squared-ben, és Girls Bravo-ban nyújtott teljesítményéért.

## Filmszerepei

### Animék
- A párbaj mesterei - Sobu Kirifuda (2-3. évad)
- Afro szamuráj - Kihacsi, Patron #4
- Afro szamuráj: Feltámadás - Sicsigoro
- Blade of the Immortal - Araja Kavakami
- Bleach - Ukitake Dzsúsiró, Szora Inoue, Rikicsi, Isida Szóken, Baigon
- Blue Dragon - Dolsk[1]
- Bobobo-bo Bo-bobo - Kittypoo, OVER, Pana, Not Nice Cream, Crimson
- Boogiepop Phantom - Jodzsi Szuganuma
- Boys Be - Makoto
- Buszó Renkin - Gouta Nakamura, Hideki Okakura
- Code Geass - Lloyd Asplund
- Comic Party - Taishi
- Darksiders - War
- Descendants of Darkness - Hisoka Kurosaki
- DNA² - Dzsunta Momonari
- Ergo Proxy - Vincent Law
- Fate/Stay Night - Archer
- Girls Bravo - Fukujama Kazuharu
- GUN x SWORD - Ray Lundgren
- Gurren Lagann - Guinble
- Haré+Guu - Dr. Clive
- Hellsing Ultimate - Hotel bellhop, A Deus Ex Machina náci pilótája
- Kannazuki no Miko - Cubasa
- His and Her Circumstances - Hideaki Aszaba
- KO Beast- Bud Mint
- Koi Kaze - Kei
- MÄR: Marchen Awakens Romance - Nanasi
- Mega Man Star Force - Cygnus
- Melody of Oblivion - Horu
- Monster - Dr. Kenzo Tenma
- Monte Cristo grófja - Andrea Cavalcanti
- Naruto - Gára, Hagane Kotecu
- Naruto sippúden - Gára, Hagane Kotecu
- Paranoia Agent - Detective Maniwa
- Paradise Kiss - Seidzsi Kiszaragi
- Samurai Champloo - Jamane (fiatal)
- Saijuki Reload - Barkeeper, Démon, Kisebb szerepek
- Scrapped Princess - Furet/Fulle
- Slayers Revolution - Kisebb szerepek
- Slayers Evolution-R - Rezo
- Sódzso kakumei Utena - Mamiya Csida
- The Prince of Tennis - Nandzsiro Ecsizen, Maszasi Arai
- Tendzsho Tenge - Sin Nacume
- Texhnolyze - Kohakura
- To Heart - Kisebb szerepek
- Zatch Bell! - Genszo

### Rajzfilmek
- Wolverine and the X-Men - Angel, Nightcrawler, Nitro

### Filmek
- Bleach: Elveszett emlékek – Ukitake Dzsúsiró
- Final Fantasy VII: Az eljövendő gyermekek – Red XIII/Nanaki
- Naruto the Movie: Ninja Clash in the Land of Snow – Nadare Rouga
- Naruto the Movie 2: Legend of the Stone of Gelel – Gára
- Hulk világa – Hiroim
- The Spirit of ’76 – Rodney Snodgrass

### Televíziós sorozatok
- Star Wars: Lázadók - Morad Sumar, további hangok
- Star Wars: A Rossz Osztag - Raney, Bolo, Taktikai dorid, Falleen fogoly, Pyke követ
- Star Wars: Fiatal Jedik kalandjai - Estala Maru

### Videójátékok
- .hack//G.U. vol.1//Rebirth - Endrance
- .hack//G.U. vol.2//Reminisce - Endrance
- .hack//G.U. vol.3//Redemption - Endrance
- Ar tonelico: Melody of Elemia - Ajatane Micsitaka
- Armored Core: for Answer - Wong Shao-Lung
- Atelier Iris 2: The Azoth of Destiny - Chaos
- Baten Kaitos Origins - Lord Krumly
- Bayonetta - Father Balder
- Bleach: The Blade of Fate - Ukitake Dzsúsiró
- Bleach: Dark Souls - Ukitake Dzsúsiró
- Bleach: Shattered Blade - Ukitake Dzsúsiró
- Culdcept Saga - Drachma
- Darksiders - War
- Devil May Cry 4 - Sanctus
- Dirge of Cerberus -Final Fantasy VII- - Kisebb szerepek
- Dragon Age: Vérvonalak - Niall
- Enchanted Arms - Mysterious Man
- Eternal Sonata - Count Waltz
- Eureka Seven vol.1: The New Wave - Steven Bisson
- Eureka Seven vol.2: The New Vision - Steven Bisson
- Front Mission 4 - Wagner
- Final Fantasy IV - Kain Highwind
- Final Fantasy XIII - Kisebb szerepek
- Final Fantasy Crystal Chronicles: Ring of Fates - Cu Chaspel
- Ghost Rider (video game) - Johnny Blaze
- Guitar Hero: World Tour - Riki Lee
- Kamen Rider: Dragon Knight - Wrath, Trash Mob B
- Lost Planet 2 - Kisebb szerepek
- League of Legends - Yasuo
- MadWorld - Zombi/Katona 7/Scissors Man
- Magna Carta 2 - Huaren Jass
- Mana Khemia: Alchemists of Al-Revis - Vayne Aurelius
- Mana Khemia 2: Fall of Alchemy - Goto
- Naruto: Clash of Ninja 2 - Gára
- Naruto: Clash of Ninja Revolution - Gára
- Naruto: Clash of Ninja Revolution 2 - Gára
- Naruto Shippūden: Clash of Ninja Revolution 3 - Gára
- Naruto: Rise of a Ninja - Gára
- Naruto: The Broken Bond - Gára
- Naruto: Ninja Council 3 - Gára
- Naruto Shippūden: Ninja Council 4 - Gára
- Naruto: Path of a Ninja 2 - Gára
- Naruto: Ultimate Ninja - Gára, Kotecu Hagane
- Naruto: Ultimate Ninja 2 - Gára, Kotecu Hagane
- Naruto: Ultimate Ninja 3 - Gára, Kotecu Hagane
- Naruto Shippuden: Ultimate Ninja 4 - Gára
- Naruto: Ultimate Ninja Storm - Gára
- Naruto: Ninja Destiny - Gára
- Naruto Shippuden: Ninja Destiny 2 - Gára
- Nier Gestalt - Grimoire Weiss
- Ninja Blade - Doktor, zombik
- Odin Sphere - Ingway
- Operation Darkness - Herbert East, Jude Lancelot, német katonák
- Red Faction: Guerrilla - Dan Mason
- Resident Evil 5 - Reynard Fisher, Majini
- Resident Evil: The Darkside Chronicles - Kisebb szerepek
- Romancing SaGa - Raphael, Ewei, Bafal Fighter, The Minstrel, Kisebb szerepek
- Samurai Champloo: Sidetracked - Mugen
- Seven Samurai 20XX - Natoe
- Shin Megami Tensei: Persona 3 - Akihiko Sanada
- Shin Megami Tensei: Persona 3 FES - Akihiko Sanada
- Silent Hill Shattered Memories - Kisebb szerepek
- Sonic Forces - Infinite
- Sonic Lost World - Zazz
- Soul Nomad & the World Eaters - Levin
- Spider-Man: Web of Shadows - Electro
- Star Ocean: Till the End of Time - Dion Landers
- Star Wars: The Old Republic: Shadow of Revan - Dael Margok, további hangok
- Star Wars Jedi: Fallen Order - További hang
- Star Wars Jedi: Survivor - További hang
- Suikoden IV - Keneth
- Tales of Symphonia: Dawn of the New World - Orochi, Vanguard katonák
- Tales of the Abyss - Dist
- Tales of the World: Radiant Mythology - Stahn Aileron
- Tenchu: Shadow Assassins - Rikimaru
- The Last Remnant - Allan, Kisebb szerepek
- Undead Knights - Lord Follis
- Valkyria Chronicles - Karl Landzaat, Knute Jung, Noce Woodsworth, Kisebb szerepek
- Valkyrie Profile 2: Silmeria - Lezard Valeth
- World of Warcraft: The Burning Crusade - Illidan Stormrage
- Zatch Bell! Mamodo Fury - Kafk Sunbeam

### Dokumentumfilmek
- Adventures in Voice Acting - Önmaga

## Egyebek
- Ace Combat 6: Fires of Liberation - Angol hang rendező
- Armored Core: for Answer - Angol hang rendező
- Naruto - ADR rendező, Angol hang rendező
- Resident Evil 5 - Hang rendező
- Armored Core: for Answer - Angol hang rendező
- Naruto: Rise of a Ninja - Angol hang rendező